# Малый Рейчваж
 Малый Рейчваж  — деревня в Шарангском районе Нижегородской области в составе городского поселения Рабочий посёлок Шаранга.

## География
Расположена на расстоянии менее 2 км на север от районного центра посёлка Шаранга.

## История
Известна с 1873 года как починок, где было дворов 16 и жителей 83, в 1905 (уже деревня) 36 и 293, в 1926 (Нов. Рейчваж, Горюшка) 52 и 265, в 1950 (Малый Рейчваж) 48 и 194.

## Население
Постоянное население составляло 40 человек (русские 97%) в 2002 году, 24 в 2010.